# Franciscanite
La franciscanite (simbolo IMA: Fcc) è un minerale piuttosto raro del gruppo della welinite appartenente alla classe minerale dei "silicati e germanati" con composizione chimica Mn2+6(V5+,☐)(SiO4)2O3(OH)3.
Strutturalmente appartiene alla famiglia dei nesosilicati.

## Etimologia e storia
La franciscanite deve il suo nome alla "Franciscan Formation"", una formazione geologica risalente al miocene che si trova nella contea di Santa Clara, in California.
Il campione tipo è conservato presso il National Museum of Natural History di Washington con il numero di catalogo 163041.

## Classificazione
Nella nona edizione della sistematica dei minerali di Strunz, aggiornata dall'Associazione Mineralogica Internazionale (IMA) fino al 2009, la franciscanite è elencata nella classe "9. Silicati (germanati)" e da lì nella sottoclasse "9.A Nesosilicati"; questa viene ulteriormente suddivisa in base alla struttura del minerale, in modo che la franciscanite possa essere trovata nella sezione "9.AF Nesosilicati con anioni aggiuntivi; cationi in [4], [5] e/o soltanto coordinazione [6]" dove insieme a örebroite e welinite forma il sistema nº 9.AF.75.
Nell'edizione successiva, proseguita dal database "mindat.org" e chiamata Classificazione Strunz-mindat, tale classificazione viene mantenuta invariata con l'aggiunta del minerale scorticoite.
Nella Sistematica dei lapis (Lapis-Systematik) di Stefan Weiß la franciscanite si trova nella classe dei "silicati" e nella sottoclasse dei "nesosilicati con anioni non tetraedrici"; qui si trova nella sezione nº VIII/B.09 insieme a braunite, abswurmbachite, neltnerite, örebroite, welinite, gatedalite, långbanite, yeatmanite e katoptrite.
Anche nella classificazione dei minerali secondo Dana, usata principalmente nel mondo anglosassone, la franciscanite si trova nella classe dei "silicati" e nella sottoclasse "nesosilicati: gruppi SiO4 e O, OH, F e H2O"; queste viene ulteriormente suddivisa in modo da trovare la franciscanite nella sezione dei "nesosilicati: gruppi SiO4 e O, OH, F e H2O con cationi in coordinazione [6] e/o > [6]" dove forma il "gruppo della welinite" con il numero di sistema 52.4.1 insieme a örebroite, welinite e kittatinnyite.

## Abito cristallino
La franciscanite cristallizza nel sistema trigonale nel gruppo spaziale P3 (gruppo nº 143) con i parametri reticolari a = 8,1518(3) Å e c = 4,8091(2) Å, oltre ad avere 2 unità di formula per cella unitaria.

## Modificazioni e varietà
Esistono due varianti della franciscanite: la franciscanite-III (Mn2+6V5+2Si2(O,OH)14) e la franciscanite-VIII (Mn2+6(V5+,☐)2Si2(O,OH)7), entrambe non riconosciute dall'Associazione Mineralogica Internazionale.

## Origine e giacitura
La franciscanite è stata trovata in segregazioni sparse e irregolari all'interno della sonolite createsi durante la sua formazione; qui è associata appunto a sonolite, hausmannite, braunite e gageite.
La franciscanite è un minerale molto raro ed è stato trovato solo in pochissime località; oltre alla sua località tipo, la "Franciscan Formation"" nella contea californiana di Santa Clara, il minerale è stato rinvenuto nella "miniera Gambatesa" il località Reppia (presso Ne, in Liguria, Italia); nella città di Hannō (prefettura di Saitama, Giappone); a Tenerife (Isole Canarie, Spagna).